# هارولد ميخائيل فونغ
هارولد ميخائيل فونغ (بالإنجليزية: Harold Michael Fong)‏ هو محامي وقاضي أمريكي، ولد في 28 أبريل 1938 في هونولولو في الولايات المتحدة، وتوفي بنفس المكان في 20 أبريل 1995.